# Argecilla
Argecilla település Spanyolországban, Guadalajara tartományban. Argecilla Almadrones, Brihuega, Ledanca, Jadraque, Bujalaro, Matillas és Castejón de Henares községekkel határos. Lakosainak száma 72 fő (2024).

## Népesség
A település lakosságának változását az alábbi diagram mutatja:
| Lakosok száma | 98   | 100  | 81   | 71   | 81   | 70   | 66   | 64   | 70   | 72   |
|               | 2001 | 2004 | 2006 | 2009 | 2011 | 2014 | 2016 | 2019 | 2021 | 2024 |